# Kalophrynus subterrestris
Kalophrynus subterrestris är en groddjursart som beskrevs av Robert F. Inger 1966. Kalophrynus subterrestris ingår i släktet Kalophrynus och familjen Microhylidae. IUCN kategoriserar arten globalt som nära hotad. Inga underarter finns listade i Catalogue of Life.